# José Torrubia

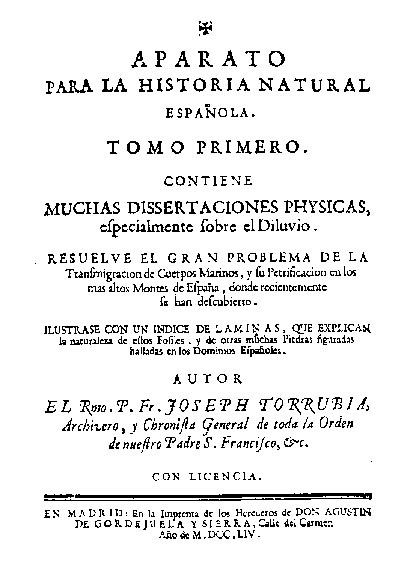
El Aparato para la Historia Natural Española, 1754.

José Torrubia, född 1698 i Granada, död den 17 april 1761 i Rom, var en spansk franciskan, missionär och paleontolog.
Torrubia blev 1721 missionär i Filippinerna, där han 1732 blev gardian i klostret Polo vid Manila. År 1735 återvände han över Mexiko och Kuba till Spanien. Åren 1745–1749 reste han i Mexiko, Guatemala och Honduras. År 1750 kom han tillbaka och reste i Italien och Frankrike, där han knöt kontakter med vetenskapsmän. Jämte sin missionsverksamhet sysselsatte han sig med naturhistoria och samlade fossil, som han ansåg vara kvarlevor från tiden före syndafloden. Hans arbete om detta är det första spanska verk som behandlar ett paleontologiskt ämne. Han publicerade även böcker med andra teman som Filippinerna och franciskanorden samt en polemik mot frimurarna. Han planerade att som sin ordens arkivarie och kronist skriva dess historia och begav sig därför till Rom, där han dog.